# Эволюционизм
Эволюционное учение (также эволюциони́зм, эволюционная теория, теория эволюции, эволюциони́стика) — наука о биологической эволюции: о причинах, движущих силах, механизмах и общих закономерностях эволюции живых организмов. Эволюционное учение является научно подтверждённой системой идей и концепций в биологии, утверждающих историческое прогрессивное развитие биосферы Земли, составляющих её биогеоценозов, а также отдельных таксонов и видов. Первые эволюционные идеи выдвигались уже в античности, но только труды Чарльза Дарвина сделали эволюционизм фундаментальной концепцией биологии.
Современная концепция биологической эволюции основана на открытиях и идеях Чарльза Дарвина и является фундаментом всей современной биологической науки. Теория Дарвина о механизмах формирования биологического разнообразия стала неотъемлемой частью современной теории эволюции, получила подтверждения экспериментальными наблюдениями, была воспроизведена в лабораторных условиях и согласуется с данными из смежных областей науки. Происхождение всей жизни на Земле от единого общего предка и происхождение человека от древних приматов общепризнанно среди профильных учёных в мире, включая биологов, антропологов и палеонтологов.
С эпохи Дарвина было накоплено огромное число научных фактов, подтверждающих эволюцию. Синтетическая теория эволюции (СТЭ) это комплекс представлений об эволюционном процессе, который сложился в биологии в 1930-х — 1950-х годы XX века. Синтетическая теория эволюции стала развитием теории Дарвина. Она объясняет механизмы эволюции и является общепринятой в науке. СТЭ позволяет объяснить связь субстрата эволюции (гены) и механизма эволюции (естественный отбор).
Принципы эволюции, которое были сформулированы Дарвином и впоследствии дополнены в результате исследований XX и XXI веков, неразрывно связаны с основными как фундаментальными, так и прикладными направлениями в биологии; используются в медицине, в том числе при разработке вакцин, антибиотиков, противораковых препаратов; занимают центральную роль в сферах борьбы с вредителями сельскохозяйственных растений, селекции растений и животных, генной инженерии, выявления генов, которые ответственны за врождённые заболевания, изучения старения. В биологической науке не существует более фундаментальной теории, чем теория эволюции, связывающая все разделы науки о жизни, от молекулярной биологии и генетики и до палеонтологии, ботаники зоологии и физиологии.
Современная эволюционная биология находится на значительно более высоком уровне развития в сравнении с идеями, сформулированными Дарвином, однако она многократно подтвердила основной выдвинутый им принцип, который объясняет механизм эволюции жизни: многообразие жизни на Земле объясняются наследственностью, изменчивостью и естественным отбором. Исследования уточнили различные детали, которые не были известны в эпоху написания труда Дарвина «Происхождение видов»: генетикой были раскрыты механизмы наследственности, молекулярной биологией объяснены причины и природа мутаций, которые лежат в основе изменчивости; палеонтологией описано огромное многообразие вымерших организмов, включая переходные формы. Вопрос достоверности теории эволюции находится сугубо в сфере естественных наук.

## Термин
В большинстве русскоязычных энциклопедических изданий (Энциклопедический словарь Гранат, первое и второе издание Большой советской энциклопедии, три издания Большой медицинской энциклопедии, Советский энциклопедический словарь, Биологический энциклопедический словарь, Большой энциклопедический словарь, Большая российская энциклопедия)   эволюционное учение рассматривается как комплекс знаний об историческом развитии внутри живой природы. Исключение составляет статья А. С. Северцова в третьем издании Большой советской энциклопедии. Северцов считал, что к эволюционному учению относятся концепции происхождения жизни.

## История эволюционизма
Идея изменения организмов с течением времени впервые встречается у греческих философов-досократиков. Представитель милетской школы Анаксимандр считал, что все животные произошли из воды, после чего вышли на сушу. Человек, по его представлениям, зародился в теле рыбы. У Эмпедокла можно найти идеи гомологии и выживания наиболее приспособленных. Демокрит считал, что наземные животные произошли от земноводных, а те, в свою очередь, самозародились в илу. В отличие от этих материалистических взглядов, Аристотель считал все природные вещи несовершенными проявлениями различных постоянных естественных возможностей, известных как «формы», «идеи» или (в латинской транскрипции) «виды» (лат. species). Однако Аристотель не постулировал того, что реальные типы животных являются точными копиями метафизических форм, и приводил примеры, как могут образовываться новые формы живых существ.
В XVII веке появился новый метод, который отклонял аристотелевский подход и искал объяснения естественных явлений в законах природы, единых для всех видимых вещей и не нуждающихся в неизменяемых естественных типах или божественном космическом порядке. Но этот новый подход с трудом проникал в биологические науки, которые стали последним оплотом понятия неизменного естественного типа. Джон Рэй использовал для животных и растений более общий термин для определения неизменных природных типов — «вид» (лат. species), но, в отличие от Аристотеля, он строго определил каждый тип живого существа как вид и считал, что каждый вид может быть определён по чертам, которые воспроизводятся от поколения к поколению. По Рэю, эти виды созданы Богом, но могут быть изменчивы в зависимости от местных условий. Биологическая классификация Линнея также рассматривала виды неизменными и созданными по божественному плану.
Однако в то время были и натуралисты, которые размышляли об эволюционном изменении организмов, происходящем в течение длительного времени. Мопертюи писал в 1751 году об естественных модификациях, происходящих во время воспроизводства, накапливающихся в течение многих поколений и приводящих к формированию новых видов. Бюффон предположил, что виды могут дегенерировать и превращаться в другие организмы. Эразм Дарвин считал, что все теплокровные организмы, возможно, происходят от одного микроорганизма (или «филамента»). Первая полноценная эволюционная концепция была предложена Жаном Батистом Ламарком в 1809 году в труде «Философия зоологии». Ламарк считал, что простые организмы (инфузории и черви) постоянно самозарождаются. Затем эти формы изменяются и усложняют своё строение, приспосабливаясь к окружающей среде. Эти приспособления происходят за счёт прямого влияния окружающей среды путём упражнения или неупражнения органов и последующей передачи этих приобретённых признаков потомкам (позже эта теория получила название ламаркизм). Эти идеи были отвергнуты натуралистами, поскольку не имели экспериментальных доказательств. Кроме того, всё ещё были сильны позиции учёных, считавших, что виды неизменны, а их сходство свидетельствует о божественном замысле. Одним из самых известных среди них был Жорж Кювье.
Концом доминирования в биологии представлений о неизменности видов стала теория эволюции посредством естественного отбора, сформулированная Чарльзом Дарвином. Частично под воздействием «Опыта закона о народонаселении» Томаса Мальтуса, Дарвин заметил, что прирост населения ведёт к «борьбе за существование», в ходе которой начинают преобладать организмы с благоприятными признаками, поскольку те, у кого их нет, погибают. Этот процесс начинается, если каждое поколение производит больше потомства, чем может выжить, что приводит к борьбе за ограниченные ресурсы. Это могло объяснить происхождение живых существ от общего предка за счёт законов природы. Дарвин развивал свою теорию начиная с 1838 года, пока Альфред Уоллес в 1858 году не прислал ему свою работу с такими же идеями. Статья Уоллеса была опубликована в том же году в одном томе трудов Линнеевского общества вместе с краткой выдержкой из работ Дарвина. Публикация в конце 1859 года книги Дарвина «Происхождение видов», в которой детально объясняется концепция естественного отбора, привела к более широкому распространению дарвиновской концепции эволюции.
Точные механизмы наследственности и появления новых черт оставались неизвестными. С целью объяснения этих механизмов Дарвин развивал «временную теорию пангенезиса». В 1865 году Грегор Мендель открыл законы наследственности, однако его работы оставались практически неизвестными до 1900 года. Август Вейсманн отметил важное различие между зародышевыми (половыми) и соматическими клетками, а также то, что наследственность обусловлена только зародышевой линией клеток. Хуго де Фриз соединил дарвиновскую теорию пангенезиса с вейсманновскими представлениями о половых и соматических клетках и предположил, что пангены расположены в ядре клетки и могут перемещаться в цитоплазму и изменять структуру клетки. Де Фриз был также одним из учёных, которые сделали работу Менделя известной. Он полагал, что менделевские наследственные черты соответствуют передаче наследственных изменений по зародышевому пути. Чтобы объяснить возникновение новых черт, де Фриз развивал теорию мутаций, которая стала одной из причин временного разногласия между зарождающейся генетикой и дарвинизмом. Работы пионеров популяционной генетики — таких, как Дж. Б. С. Холдейн, Сьюэл Райт, Рональд Фишер, ставят исследования эволюции на статистическую основу и, таким образом, устраняют это ложное противопоставление генетики и эволюции путём естественного отбора.
В 1920-х — 1930-х годах современный эволюционный синтез соединил естественный отбор, теорию мутаций и менделевское наследование в единую теорию, применимую к любому разделу биологии. Открытая в 1953 году Уотсоном и Криком структура ДНК продемонстрировала материальную основу наследственности. Молекулярная биология улучшила наше понимание взаимосвязи генотипа и фенотипа. Достижения произошли и в филогенетической систематике. Благодаря публикации и использованию филогенетических деревьев появилась возможность изучать и сравнивать изменения признаков в разных филогенетических группах. В 1973 году эволюционный биолог Феодосий Добжанский писал: «Ничто в биологии не имеет смысл кроме как в свете эволюции», потому что эволюция объединила то, что сначала казалось бессвязными фактами, в непротиворечивую систему знаний, объясняющую и предсказывающую различные факты о жизни на Земле.
С этого времени современный синтез был расширен для объяснения биологических явлений на всех уровнях организации живого. Так, в 1960-х годах Мотоо Кимура показал, что подавляющее число мутаций на молекулярном уровне носит нейтральный по отношению к естественному отбору характер, а в 1972 году палеонтологи Нильс Элдридж и Стивен Гулд возродили дискуссию о прерывистом характере эволюционного процесса. В конце XX века эволюционная биология получила импульс от исследований в области индивидуального развития. Открытие hox-генов и более полное понимание генетического регулирования эмбриогенеза помогли установить роль онтогенеза в филогенетическом развитии и сформировали представление об эволюции новых форм на основе прежнего набора структурных генов и сохранения схожих программ развития у филогенетически далёких организмов.

## Критика эволюционизма
Критика эволюционизма началась сразу после того, как в начале XIX века появились эволюционные идеи. Эти идеи заключались в том, что развитие общества и природы управляется естественными законами, которые стали известны образованной публике по книге Джорджа Комбе «The Constitution of Man» (1828) и анонимной «Vestiges of the Natural History of Creation» (1844). После того, как Чарльз Дарвин опубликовал «Происхождение видов», большая часть научного сообщества согласилась с тем, что эволюция — это факт, поскольку теория Дарвина основана на опытных данных. В 30-х и 40-x годах XX века учёные разработали синтетическую теорию эволюции (СТЭ), которая объединила идею дарвиновского естественного отбора с законами наследственности и данными популяционной генетики. С этого времени существование эволюционных процессов и способность современных эволюционных теорий объяснить, почему и как протекают эти процессы, поддерживается подавляющим большинством биологов. После появления СТЭ почти вся критика эволюционизма осуществляется религиозными деятелями (главным образом протестантами), а не учёными.

## Эволюционное учение и религия

### Эволюционное учение и Библия
Эволюционное учение о развитии живой природы оказалось в противоречии с традиционными библейскими представлениями о сотворении мира. Об этом писал швейцарский биолог Арнольд Додель-Порт:
Учение о происхождении видов знаменует собою не только переворот в естественной науке, но и переворот в истории человеческой культуры в самом широком смысле этого слова. И это вполне понятно, ибо научный ответ на вопрос о том, откуда мы ведем свое происхождение, является вместе с тем отрицанием религиозных догматов. В теории происхождения видов церковь сразу увидела опасного для себя соперника. Легенда о сотворении мира, о первом человеке Адаме и его прекрасном «ребре» — Еве, сказка о грехопадении и изгнании из рая, сага о всемирном, всепоглощающем потопе, учение о кровавой жертве Христа ради искупления первородного греха и масса других красивых легенд, обвивших, словно плющ, первоначальное учение Моисея о сотворении мира, — все эти порождения детской веры подверглись со стороны науки самому беспощадному отрицанию.
Об этом противоречии между учением Дарвина и христианством писал и православный богослов, профессор, протоиерей Иаков Галахов:
Конфликт веры и разума получил начало… еще в XVIII веке, после того, как в западноевропейской мысли воцарилось материалистическое направление. Дарвинизм своими принципами и выводами только обострил борьбу, подлил масла в огонь. Два мировоззрения, христианское и научное, стали друг против друга в решительном противоречии. Дарвинизм устранил главные догматы о творении, промысле, искуплении; объявил иллюзией учение об образе божьем в человеке; нашел вечные незыблемые законы развития органических форм, признал все мирообразование механическим процессом... Наука и религия — два противоположных течения человеческой мысли. Примирить их невозможно, как нельзя заставить течь две реки по одному руслу в противоположных направлениях.
Эволюционное учение встретило сопротивление церковных кругов в Англии, Германии, Франции, России, США, Италии и в других странах. Противники эволюционного учения использовали самые различные методы для препятствия к распространению учения Дарвина. Это клевета и передёргивания по отношению к эволюционному учению, и разнообразные запреты. Например, в России цензурой была запрещена книга Дарвина «Происхождение человека и половой отбор», в которой изложен тезис происхождения человека от (древних) обезьян; против эволюции Н. Я. Данилевский написал два огромных тома (в трёх книгах) под названием «Дарвинизм»; сочинение было написано с позиций откровенной защиты богословского учения о «руковождении Верховного Божества». С огромными трудностями эволюционное учение встретилось в США. Американские государственные власти запрещали преподавать эволюционное учение в школе. Наиболее известный случай такого запрета уголовное преследование за преподавание эволюционного учения Джона Скоупса — скандально известный «обезьяний процесс» в США в 1925 году.
Профессор генетики и христианин-теоретик Роберт Джеймс Берри считает, что спор: Библия или эволюция бесплоден и рассматривает два варианта в вопросе об отношении Библии с эволюцией: 1. верим в науку и отбрасываем Библию, 2. держимся за Священное Писание и отрицаем, что мир можно изучать научными способами. Берри пишет о том, что  существует большая разница между признанием Библии авторитетной и верой в то, что она может функционировать как учебник науки. По его мнению необходимо принимать сказанное в Библии о том, что Бог сотворил мир; но в Библии не написано о том, как Бог сотворил мир. Берри пишет о том, что  креационизм в обычном смысле этого слова фактически является антиэволюционизмом, отвергающие эволюцию оправдывают свои убеждения истолкованием Священных Писаний — Библии, Корана или какой-либо другой священной книги. Он считает, что такое противопоставление основано на особых интерпретациях, оно не присуще религиозной вере как таковой. Берри полагает, что необходимо объединять веру и разум и не нужно выбирать между эволюцией или творением; библейская вера ведет к утверждению того и другого.
Доктор филологических наук профессор В. П. Даниленко в своей книге, изданной в 2019 году, пишет о том, что дарвинизм был и остаётся «первым врагом» для религиозных людей. Даниленко выделяет две богословские тенденции в русском православии: антисциентистскую (протоиерей Константин Буфеев, С. В. Буфеев, А. Хоменков, С. Шубин, Д. Таланцев и др.) и сциентистскую (протоиерей Александр Мень, А. В. Кураев, священник Александр Борисов, священник Георгий Кочетков, протоиерей Стефан Ляшевский и др.); сторонники первой стремятся сохранить библейские мифы в девственном виде, целиком отрицая внесения каких-либо в них со стороны эволюционных теорий новшеств, сторонники второй пытаются соединить религию и науку, религиозный эволюционизм и научный. Даниленко считает, что обе тенденции являются разными формами антиэволюционизма, по причине, что обе они мешают распространению научного эволюционизма, тем самым совершая одно и тоже действие ― служат инволюции духовной культуры.

### Отношение к эволюции Католической церкви
В 1950 году вопрос о эволюционной доктрине был упомянут Католической церковью в энциклике папы Пия XII лат. Humani generis. В энциклике говорится о том, что авторитет Католической церкви не запрещает проводить исследования и дискуссии в отношении доктрины эволюции (которая не была полностью доказана даже в области естественных наук), поскольку она изучает происхождение человеческого тела как происходящего из предсуществующей и живой материи, однако католическая вера обязывает считать, что человеческие души непосредственно созданы Богом. В энциклике сказано, что необходимым условием эволюционных исследований является готовность исследователей подчиниться суду Католической церкви, на которую Христос возложил миссию достоверного толкования Священных Писаний и защиты догм веры. В энциклике также говорится, что на основании документов авторитетного церковного учения для верующих неприемлемо мнение, согласно которому какие-либо люди произошли не от отдельного человека Адама, так как Адам совершил первородный грех и который из поколения в поколение передается всем и находится в каждом как его собственный. В 1996 году папа Иоанн Павел II в послании к Папской академии наук подтвердил признание теистического эволюционизма как допустимой для католицизма позиции, заявив, что теория эволюции — это более, чем гипотеза. Поэтому среди католиков буквальный, младоземельный, креационизм редок (в качестве одного из немногочисленных примеров можно привести Дж. Кина). Склоняясь к теистическому эволюционизму и к теории «разумного замысла», католицизм в лице своих высших иерархов, в том числе и избранного в 2005 году папы Бенедикта XVI, тем не менее, безусловно отвергает эволюционизм материалистический.